# Povestea lui X9
„Povestea lui X9” este al cincizecilea episod al serialului de desene animate Samurai Jack.

## Subiect
Un robot umanoid îmbrăcat la costum așteaptă în mașină să se oprească ploaia. Se gândește la Lulu cu nostalgie și începe să-și spună povestea.
Totul a început când Aku își întindea puterea asupra lumii. Vrând s-o facă mai repede, a strâns laolaltă niște oameni de știință corupți și i-a pus să construiască o armată de roboți. După mai multe încercări preliminare, aceștia au produs seria roboților X, din care făcea parte și povestitorul. Apoi un savant i-a instalat un cip emoțional experimental și robotul a început să aibă sentimente, să deosebească binele de rău, să aibă remușcări, dar și să devină cel mai bun, căci îi păsa de propria soartă.
La un moment dat, în mijlocul exploziilor, robotul găsește o cățelușă, pe care o numește Lulu și o ia sub oblăduirea sa. Se pensionează, fiind de altfel ultimul model X rămas. Savanții tocmai construiseră o nouă generație de roboți, în formă de gângănii uriașe. Robotul și Lulu se simțeau bine împreună, mai ales când robotul îi cânta la trompetă.
Dar Aku, deranjat de Jack, află de la savantul care îi instalase cipul că mai există un model X în viață și că este vulnerabil emoțional. Așa că Aku i-o răpește pe Lulu pentru a-l obliga să revină și să-l vâneze pe samurai. Robotul nu are de ales și îi ia urma lui Jack, luându-se după mormanele de gângănii robotice pe care Jack le lăsa în urmă.
Și așa, într-o noapte ploioasă, robotul îl urmărise pe Jack până la intrarea într-o hală și aștepta oprirea ploii pentru a intra după el. Ploaia se oprește, robotul intră, se îndreaptă tiptil către Jack, dar face un zgomot care îl pune pe Jack în alertă. Are loc o pândă și un joc de-a șoarecele și pisica, până când în cele din urmă Jack îl surprinde pe robot și îi aplică o lovitură de sabie decisivă. Robotul se prăbușeșete, dar înainte de a-și da duhul, îl roagă pe Jack să aibă grijă de Lulu. Constatând că ucisese un robot sensibil, Jack încearcă o părere de rău, dar nu mai poate face nimic.

## Stil
Prin plasarea subiectului într-o lume a crimei, prin iluminarea redusă, prin vocea suprapusă a robotului care își amintește și prin atitudinea fatalistă, episodul omagiază filmul negru al Hollywood-ului anilor '40-'50. În plus, stilul vestimentar al personajelor, muzica și modelul mașinilor cadrează perfect cu perioada respectivă.